# Église Saint-Sever de Rouen
L'église Saint-Sever est une église catholique située sur la rive gauche de la Seine à Rouen, dans le quartier Saint-Sever. Elle dépend du diocèse de Rouen.

## Historique

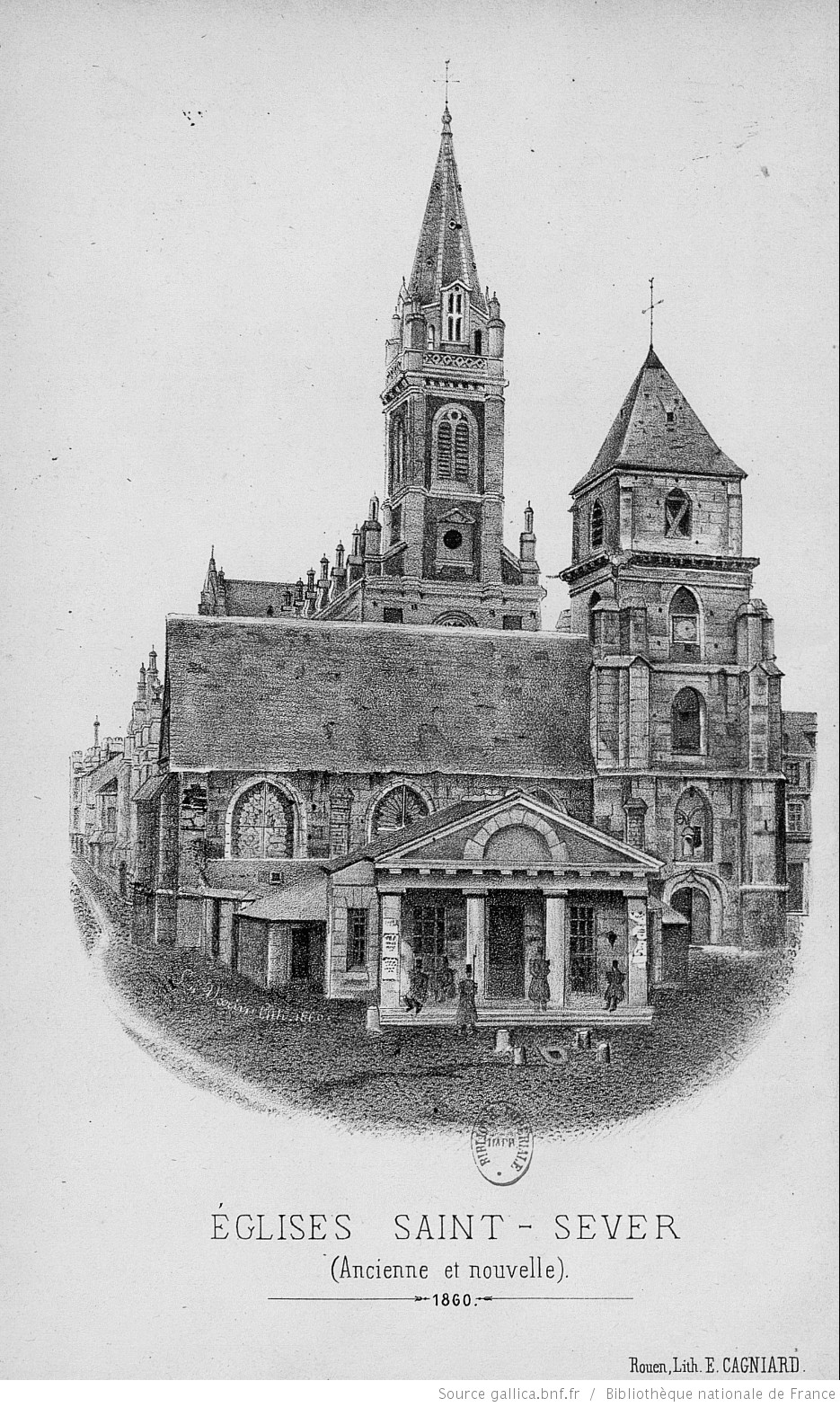
Églises Saint-Sever (ancienne et nouvelle) en 1860

Il y avait à l'origine un oratoire dédié à saint Cassien. Il reçoit en 990 les reliques de saint Sever, évêque d'Avranches et devient l'église Saint-Sever.
Alors que deux prêtre rouennais se rendaient en pèlerinage au Mont-Saint-Michel, ils ont obtenu du duc Richard Ier de Normandie de transférer les reliques qui se trouvaient dans une chapelle ruinée par les invasions scandinaves. De retour et alors qu'ils s'étaient arrêtés dans la chapelle du faubourg d'Emendreville, devenu par la suite faubourg Saint-Sever, la châsse ne peut être soulevée.
L'église est desservie dans un premier temps par les bénédictins du prieuré de Bonne-Nouvelle. Elle est rebâtie au XIVe siècle, mais est déjà ruinée lors du siège des Anglais en 1417-1418, et elle est abattue par les Rouennais pour qu'elle ne serve pas de refuge aux assiégeants. Lentement reconstruite, il faut attendre 1538 pour qu'elle soit consacrée.
Dévastée par les Huguenots en 1562, elle l'est à nouveau lors du siège de Rouen par Henri IV en 1591-1592. Elle est reconstruite au début du XVIIe siècle.
Composée d'une nef à trois travées couverte d'une voûte en bois avec un chevet plat côté rue d'Elbeuf, un bas-côté courait le nord de la façade. La partie ouest du collatéral était occupée par une grosse tour surmontée d'un clocher quadrangulaire.
Conservée après la Révolution, elle est ensuite fermée. Elle est rendue au culte après le Concordat en 1802.
En 1856, alors que l'église menace ruine et que la population du quartier croît, rendant cette première trop petite, la décision est prise d'en construire une nouvelle. La pose de la première pierre de la nouvelle église a lieu le 13 avril 1857.
L'édifice est béni le 26 mai 1860 par l'archevêque de Rouen, Mgr de Bonnechose, en présence du maire de Rouen, Charles Verdrel, et du député Augustin Pouyer-Quertier.
L'église est construite sur les plans de Charles-Némorin Vachot, architecte de la ville de Rouen. Les vitraux proviennent de l'atelier Drouin.
Des travaux d'embellissement sont réalisés en 1926. La bénédiction des travaux par l'archevêque de Rouen, André du Bois de La Villerabel, et l'inauguration de l'orgue par Louis Vierne ont lieu le 26 novembre.

## Galerie

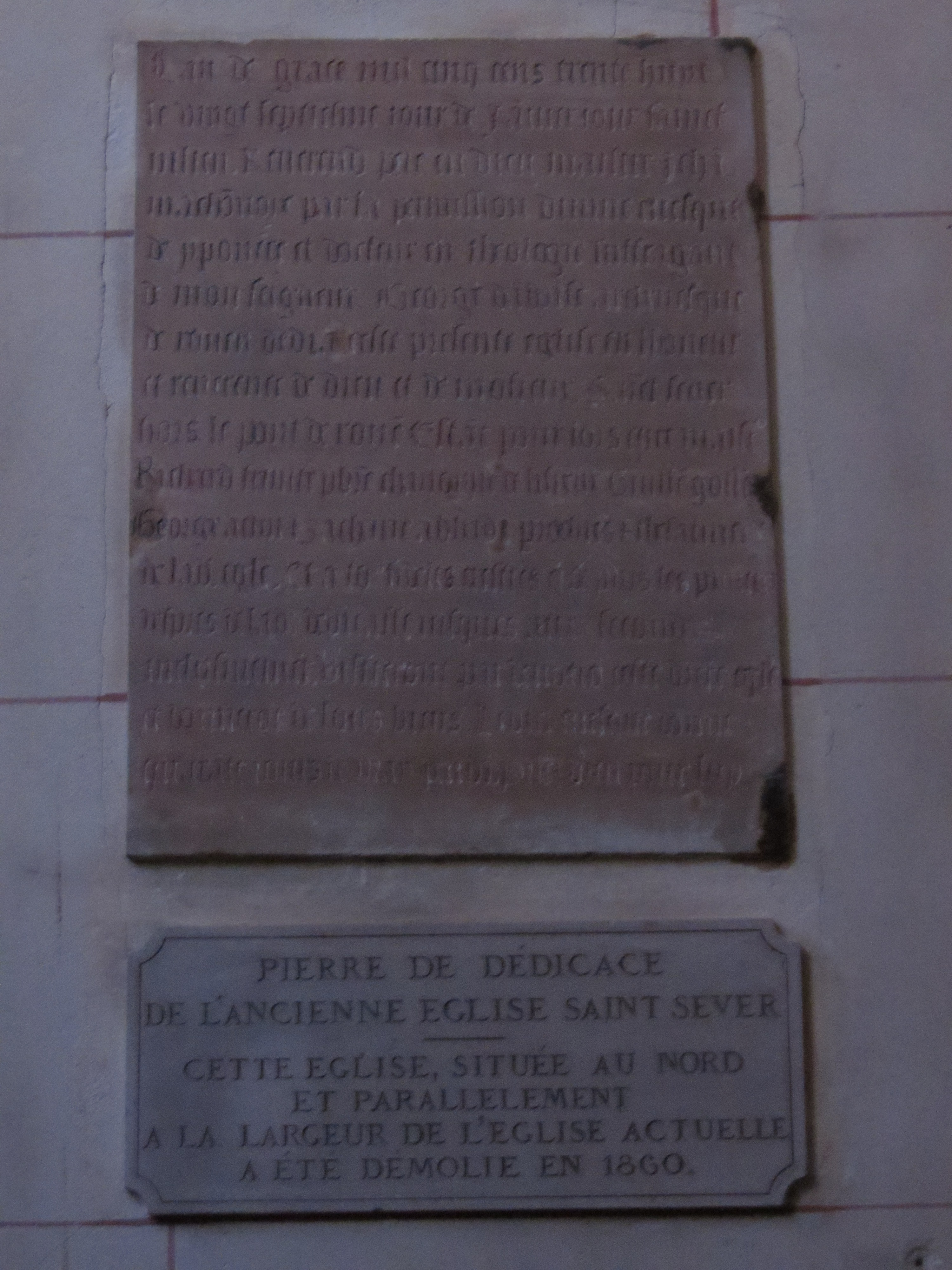
Pierre de dédicace de l'ancienne église Saint-Sever de Rouen de 1538.
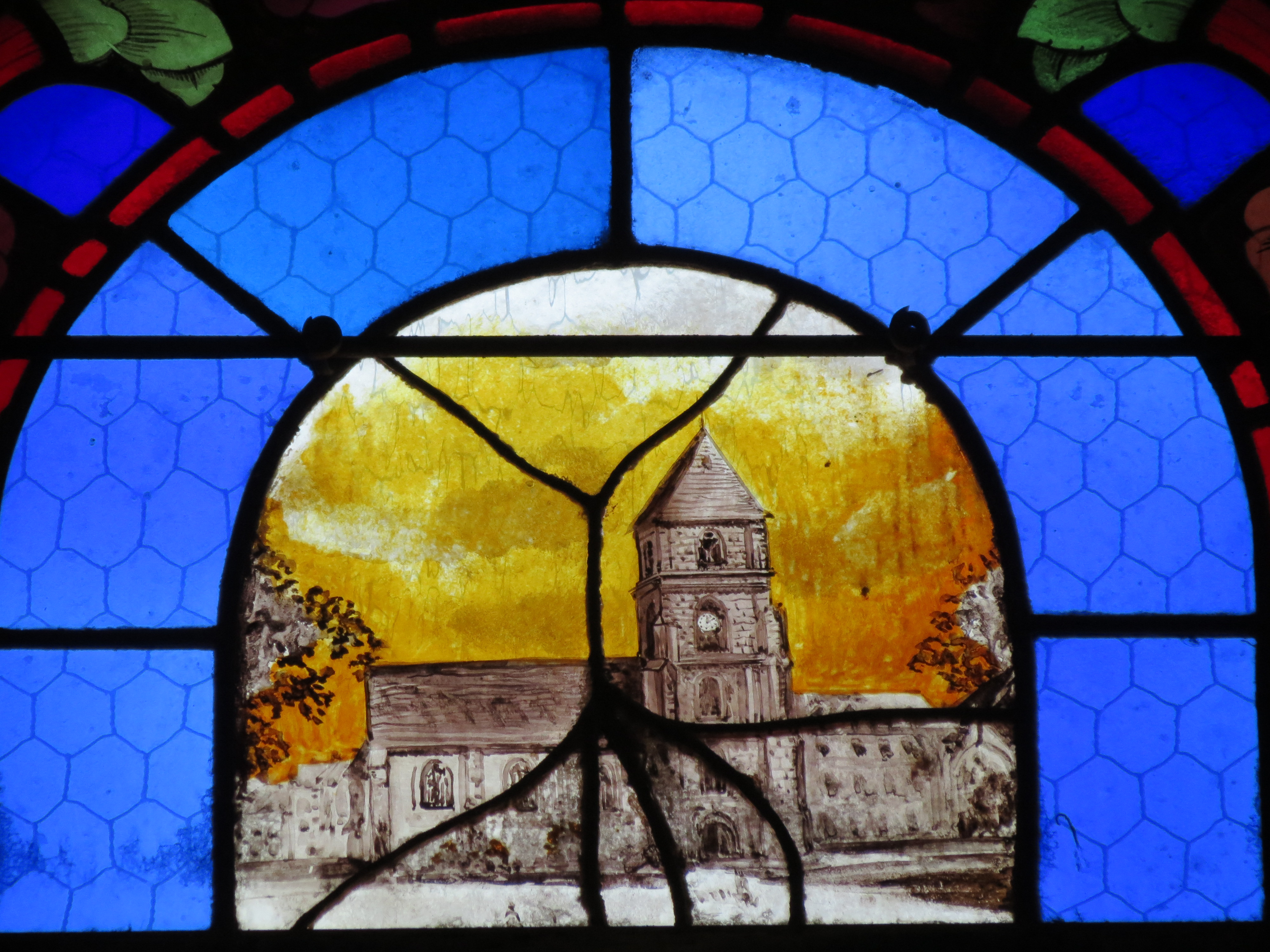
Vitrail représentant l'ancienne église Saint-Sever, démolie en 1860.
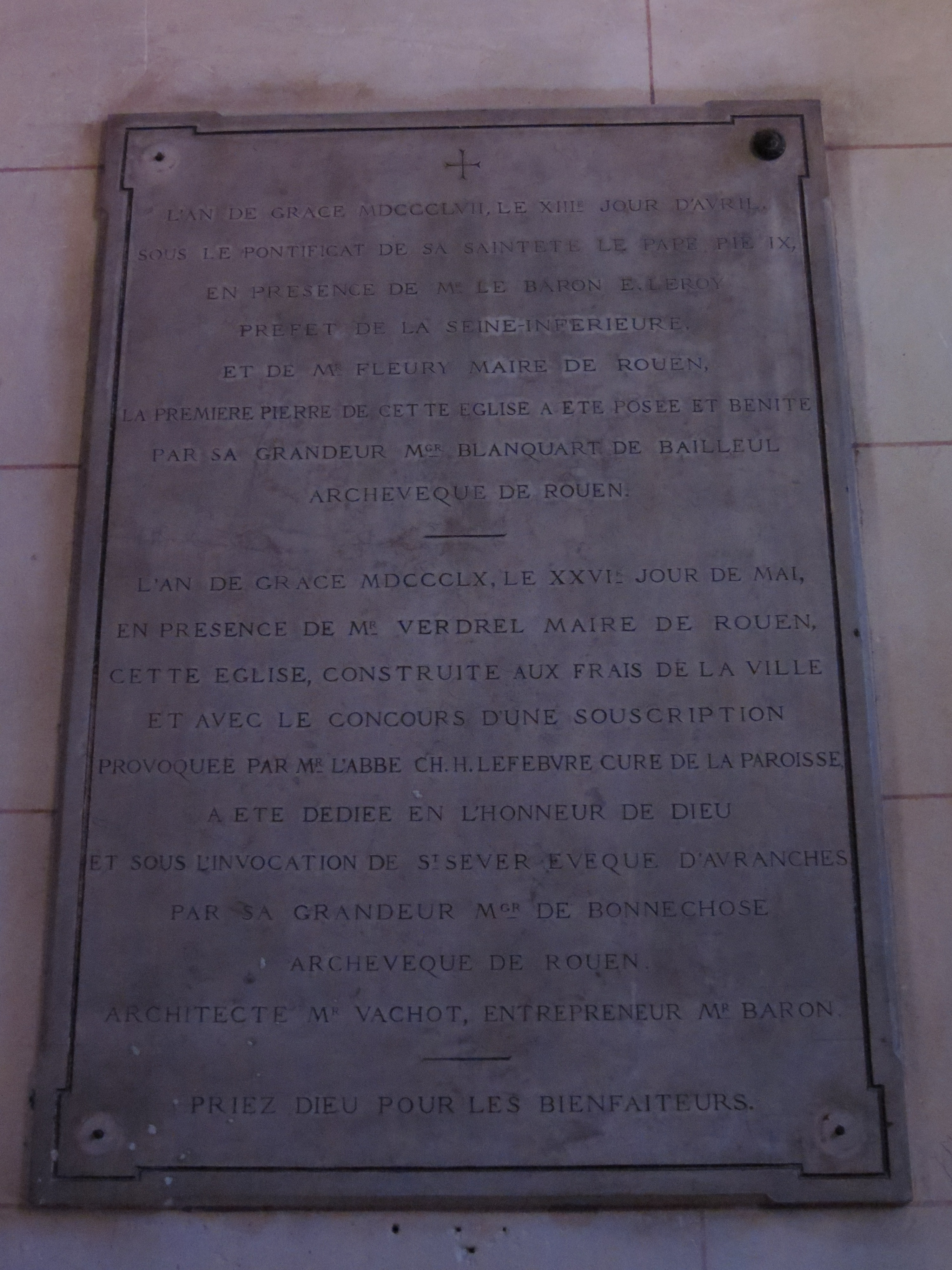
Pierre de dédicace de l'actuelle église Saint-Sever de Rouen de 1860.
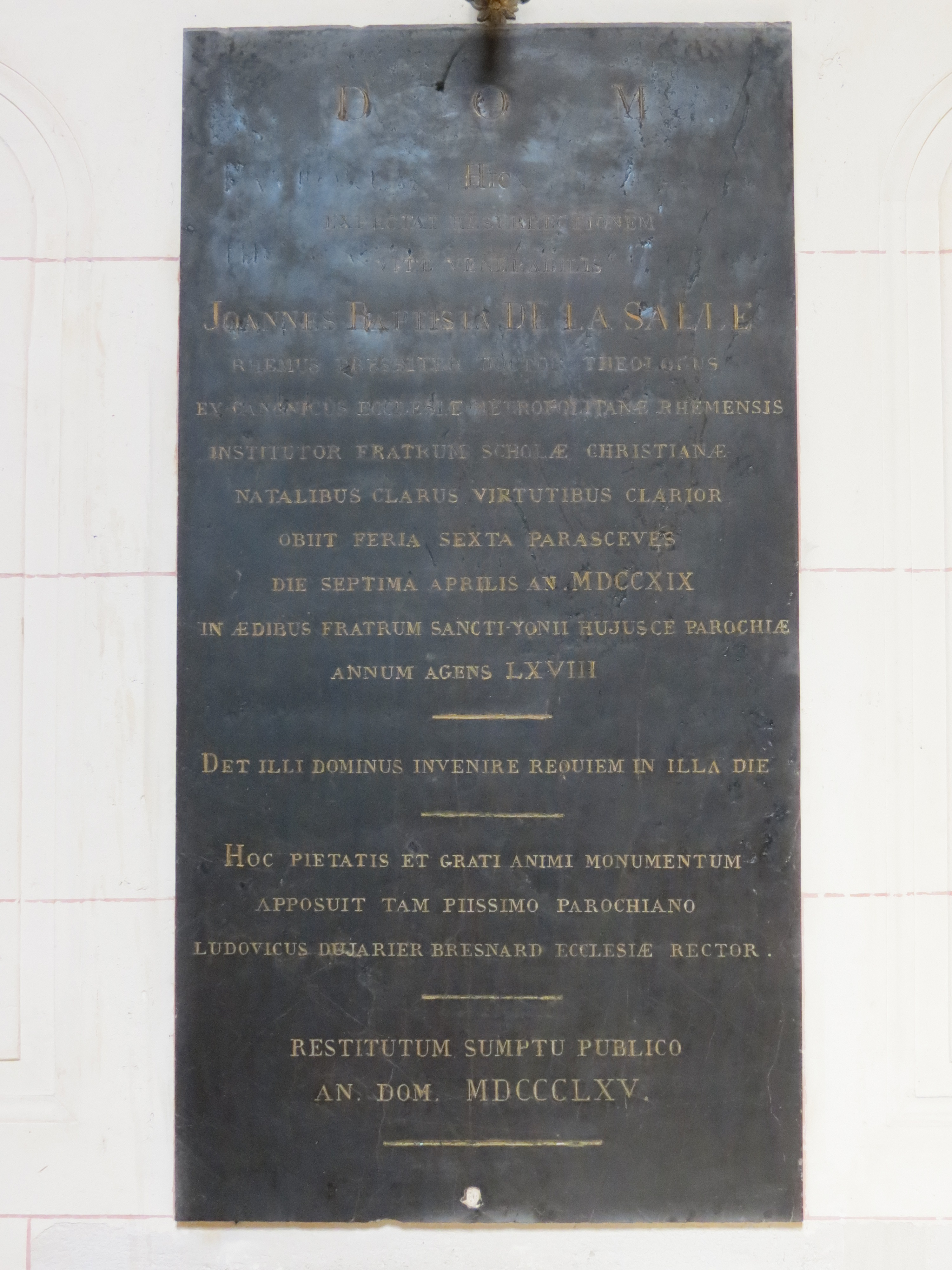
Dalle funéraire restituée de saint Jean-Baptiste de La Salle.
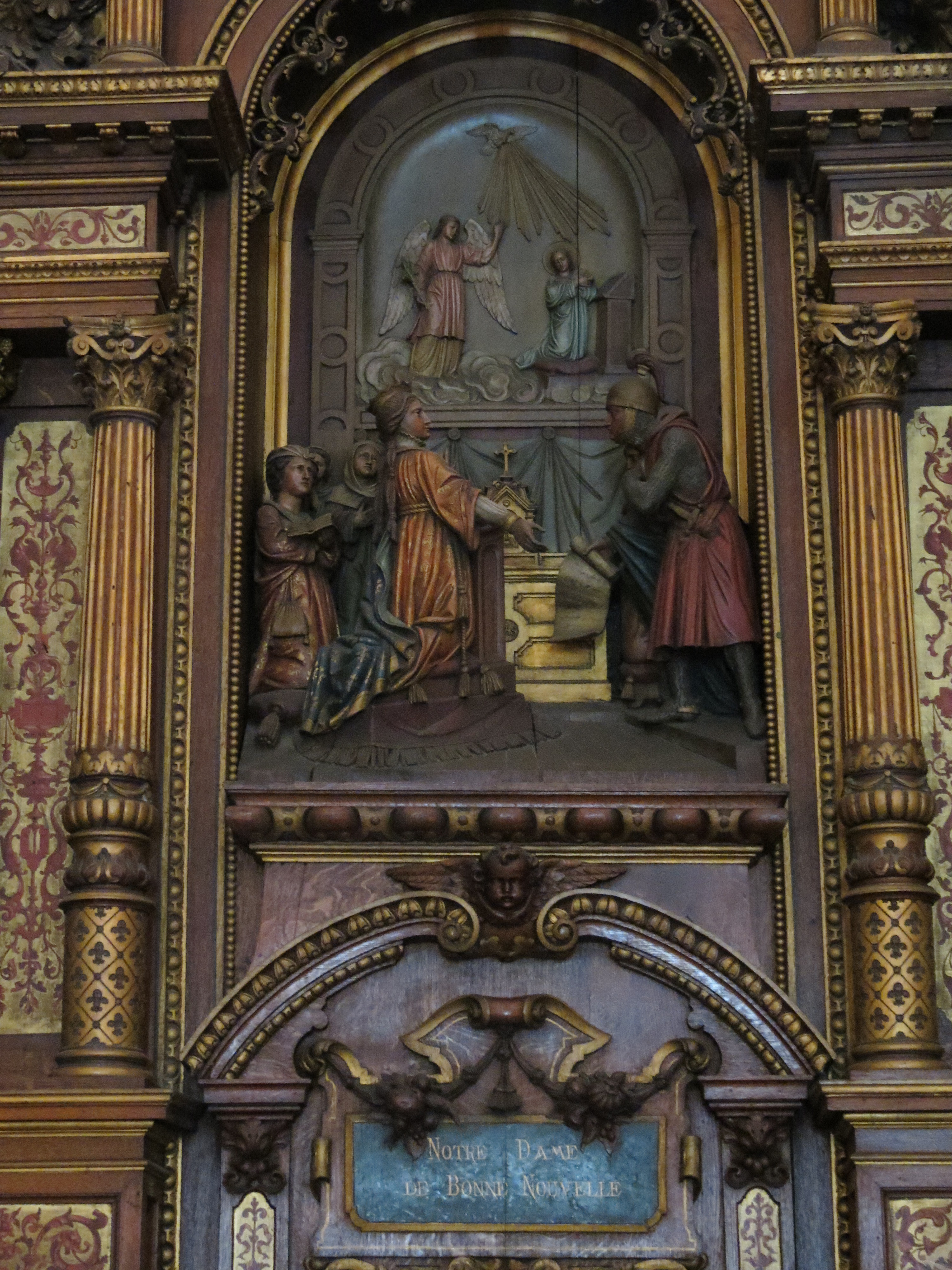
Expiation de la reine Mathilde fondant Notre-Dame de Bonne-Nouvelle.
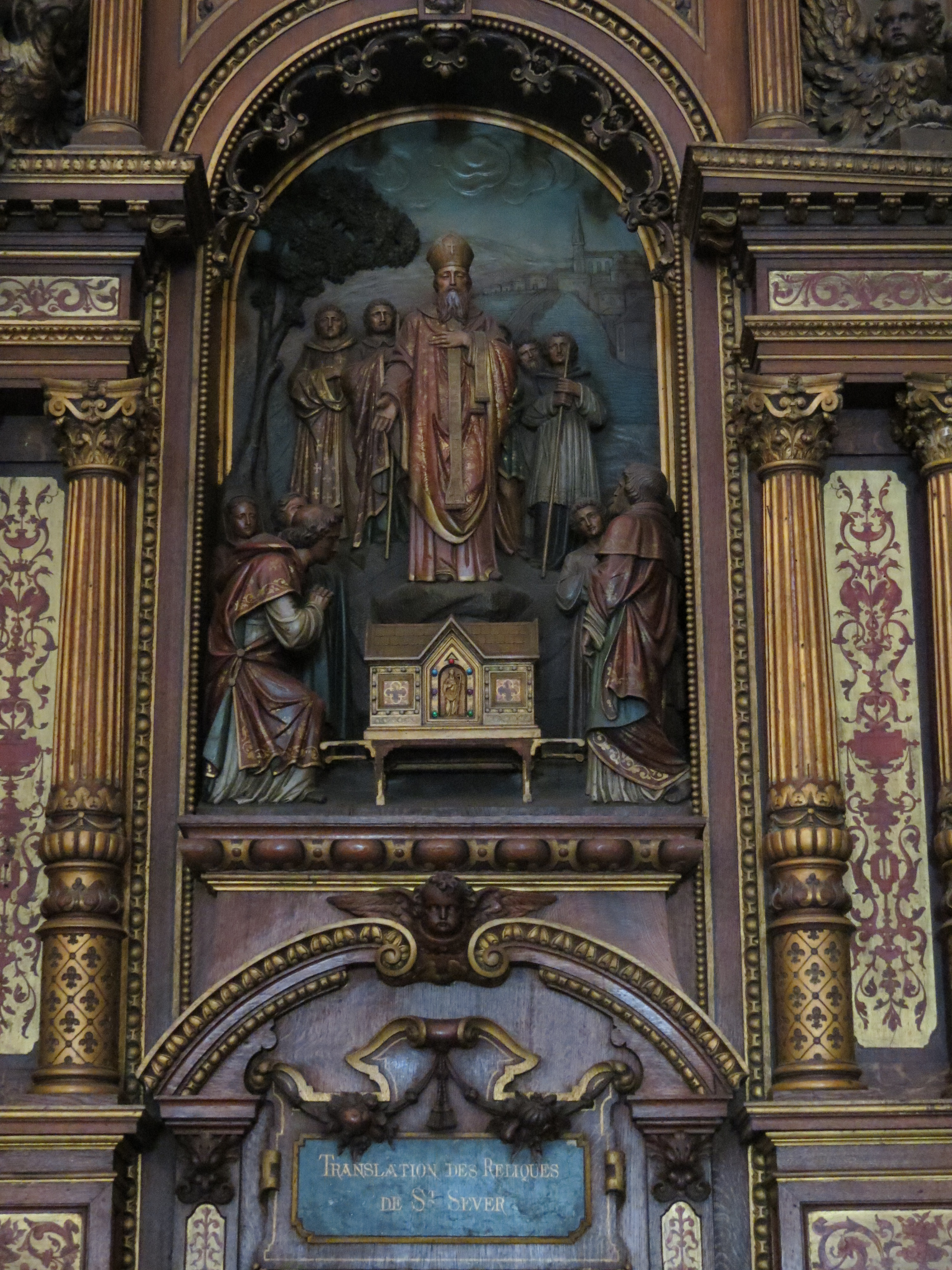
La translation des reliques de saint Sever.